# 圣潘塔莱昂
圣潘塔莱昂是奥地利上奥地利州因河畔布劳瑙县的一个市镇。总面积18平方公里，总人口3040人，人口密度168.9人/平方公里（2005年）。